# Lasconotus fitzgibbonae
Lasconotus fitzgibbonae là một loài bọ cánh cứng trong họ Zopheridae. Loài này được Kingsolver, Stephan & Moser miêu tả khoa học năm 2006.